# Iliá Rabinóvich
Iliá Leóntievich Rabinóvich (en ruso: Илья Леонтьевич Рабинович , en transliteración científica Il'ja Leont'evič Rabinovič) (San Petersburgo, 23 de mayo de 1891 - Perm, 1942/Kírov, 23 de abril de 1942) fue un ajedrecista ruso. Autor de varios libros teóricos también destacó como ajedrecista práctico y compartió el primer puesto en el Campeonatos de la URSS de 1934 con Grigory Levenfish.

## Trayectoria como ajedrecista
Rabinóvich, maestro de profesión, formaba parte entre 1910 y 1912, junto a otros jóvenes jugadores, del Club de Ajedrez de San Petersburgo, donde progresó con rapidez y participó en el Campeonato Nacional de Rusia. En 1914 representó a su club en el 19.º Kongresse des Deutschen Schachbundes de Mannheim (el congreso de la DSB,  que organizaba desde 1879 la Federación Alemana de Ajedrez) y logró ser 6.º-10.º en el Hauptturnier A, o Torneo B, por el cual recibió el título de Maestro. Durante el torneo, se inició la Primera Guerra Mundial, y jugadores rusos, entre ellos Alexander Alekhine (al que se consideró vencedor del Torneo principal o de Meaestros), Alexander Flamberg, Yefim Bogoliubov, Fedir Bohatyrchuk, N. Koppelman, Boris Maliutin, Piotr Romanovski, Peter Petrovich Saburov, Samuil Vainshtein y Alexey Selezniev, junto a Rabinóvich, fueron confinados en Rastatt, Alemania.
Alekhine, Bogatyrchuk, Saburov y Koppelman fueron puestos en libertad en septiembre de 1914 y se les permitió regresar a sus hogares a través de Suiza. Los restantes jugaron una serie de torneos, el primero en Baden-Baden en 1914, y los demás en Triberg (1914-1917). En estos últimos torneos, Rabinóvich fue 3.º en Baden-Baden (triunfo para Flamberg), y respecto a los jugados en Triberg, fue 2.º en 1914, 2.º-3.º en 1915 (torneos ganados por Bogoliubov). En 1916 fue el vencedor, y también, junto con Selezniev, en 1917.
Al finalizar la guerra regresó a Leningrado, donde siguió siendo uno de sus más fuertes ajedrecistas y contribuyó a la difusión del ajedrez en la Unión Soviética con sus numerosos libros de ajedrez publicados a través de la Pravda Leningradskaya.
Rabinóvich fue en cuatro ocasiones campeón de Leningrado: 1920, 1925, 1928 y 1940/41. Participó en ocho Campeonatos de la URSS y compartió el título en 1934 con Grigory Levenfish.
En 1920 fue 4.º en Moscú (1.º Campeonato de la URSS), con victoria de Alexander Alekhine. En 1922 quedó 2.º, por detrás de Levenfish, en el Campeonato de Petrogrado. En 1923, fue 7.º-8.º en Leningrado (2.º Campeonato de la URSS), con victoria de Romanovsky. En 1923 ganó en Novgorod. En 1924, fue  2.º, por detrás de Levenfish, en el Campeonato de Leningrado. En 1924 logró ser 5.º en Moscú (3.º Campeonato de la URSS), con victoria de Yefim Bogoliubov.
En 1925, Rabinóvich se convirtió en el primer jugador soviético al que se permitió competir fuera de la URSS. Jugó de nuevo en Baden-Baden, Alemania y fue 7.º, con triunfo de Alekhine. En 1925, fue 1.º-4.º en el Campeonato de Leningrado. En el mismo año, quedó 3.º en Leningrado (4.º Campeonato de la URSS, con triunfo de Bogoliubov). En 1925 sólo fue 16.º en Moscú (de nuevo, triunfo de Bogoliubov). En 1926, ganó en Leningrado. En el mismo año, fue 2.º-3.º en Leningrado (triunfo de Aleksandr Ilín-Zhenevski).
En 1927 escribió el primer libro dedicado a los finales de partida en ruso.[cita requerida]
En ese mismo año, fue 10.º-12.º en Moscú (5.º Campeonato de la URSS), con victoria conjunta de Bohatyrchuk y Romanovsky. En 1928, ganó el Campeonato de Leningrado. En 1933, fue 3.º-5.º en Leningrado (8.º Campeonato Nacional de la URSS), con victoria para Mikhail Botvinnik. En 1934/35, Rabinóvich compartió la victoria con Grigory Levenfish en Leningrado (9.º Campeonato de la URSS). En Moscú 1935 fue 11.º-14.º, con triunfo conjunto para Botvinnik y Salo Flohr.
En 1937, fue 10.º-12.º en Tiflis (10.º Campeonato de la URSS), con triunfo para Levenfish. En 1938, quedó 3.º-4.º en Leningrado. En enero de 1939 fue 7.º-8.º en el Torneo de Leningrado-Moscú, con triunfo para Flohr. En 1939, fue 11.º-12.º en Leningrado (11.º Campeonato de la URSS), con triunfo para  Botvinnik. En 1939 quedó 7.º en el Campeonato de Leningrado ganado por Georgy Lisitsin. En 1940 ganó el Campeonato de Leningrado. En junio de 1941 jugó la semifinal del Campeonato de la URSS en Rostov del Don.
Durante el asedio a Leningrado en 1942, fue evacuado a Perm e ingresado posteriormente por desnutrición en un hospital, donde falleció.

## Obras más destacadas
- Endgame , Leningrado 1928 (ediciones posteriores en 1938 y 1939)
- Debjut (Apertura), Leningrado 1931